# آرثر زبوريل
آرثر زبوريل (بالألمانية: Arthur Zborzil)‏ مواليد 15 يوليو 1885 في فيينا - الوفاة 15 أكتوبر 1937، كان لاعب كرة مضرب نمساوي. سبق أن شارك في دورة الألعاب الأولمبية الصيفية وحقق الميدالية الفضية.

## الميداليات
| الميدالية | المسابقة                       |
| --------- | ------------------------------ |
| فضية      | الألعاب الأولمبية الصيفية 1912 |

## روابط خارجية
- آرثر زبوريل على موقع الاتحاد الدولي لكرة المضرب (الإنجليزية)
- آرثر زبوريل على موقع أوليمبيديا (الإنجليزية)